# 畑中健二
畑中 健二（はたなか けんじ、1912年（明治45年）3月28日 - 1945年（昭和20年）8月15日）は、日本の陸軍軍人。最終階級は陸軍少佐。
鈴木貫太郎内閣のポツダム宣言受諾決定（日本の降伏）に抗議する一部の陸軍省幕僚と近衛師団参謀が企図したクーデター未遂事件（宮城事件）の首謀人物の一人である。決起は叶わず、玉音放送直前の8月15日午前11時過ぎに二重橋と坂下門の間の芝生上で椎崎二郎とピストル自決した。

## 経歴
京都府船井郡高原村（現京丹波町）出身。地主・畑中鋭次郎の二男として生まれる。京都府立園部中学校を四年修了、三高文科を希望していたが、周囲の勧めで陸軍士官学校予科を経て、1934年（昭和9年）6月、陸軍士官学校（46期）を64番/338名の成績で卒業。1934年（昭和9年）10月に砲兵少尉に任官、世田谷区下馬にあった野砲兵第1聯隊附となる。このとき、岩田正孝（のち井田に改姓、45期）も同聯隊少尉として勤務している。陸軍砲工学校で学び、1940年（昭和15年）6月、陸軍大学校（53期）を卒業した。
1935年（昭和10年）頃より井田正孝砲兵少尉、竹下正彦歩兵中尉（42期）とともに東大教授・平泉澄の直門として親交を深める。
陸士教官を経て、太平洋戦争に第3軍参謀として出征。1942年（昭和17年）3月から7月までフィリピンに出張し、4月に戦傷を受けた。同年8月、陸軍少佐に進級。陸軍省兵務局課員（兵備課）、軍務局課員（軍務課）を歴任。
終戦時に宮城事件の首謀者の一人となり、近衛第1師団長森赳中将（28期）を殺害。
クーデターは未遂となり、1945年（昭和20年）8月15日、午前11時過ぎに二重橋と坂下門の間の芝生上で椎崎二郎中佐（45期）と共に自決した。畑中は腹を切り、更に拳銃で頭部を撃ち抜いた。満33歳没。
遺書には、
松陰先生の後を追うべく自決して、武蔵の野辺に朽ち果てる。敵のために自己の魂も、国も、道も、一時中断させられるであろうが、然し、百年の後には必ず道と共に再び生きる。護国の鬼となり、国と共に必ず七生する。
と記され、辞世の句として以下の歌が添えられていた。
今はただ　思ひ殘すこと　なかりけり　暗雲去りし　御世となりなば

## 人物像
1967年の日本映画『日本のいちばん長い日』では、血気・熱情の性格を強調して描かれたが、実際の畑中は純朴で物静かな文学青年といった印象であり、陸大時代には母校へ来て後輩を励ます事もあったという。そのため公開当時、実像とはかけ離れた描写に、母校の園部中学校関係者らから訂正を求める要望が上がった。

## 登場作品
- 映画『日本のいちばん長い日』
  - 1967年岡本喜八監督版 演・黒沢年雄
  - 2015年原田眞人監督版 演・松坂桃李
- テレビドラマ『歴史の涙』 - 1980年TBS系列 演・田村亮
- テレビドラマ『玉音放送を作った男たち』 - 2015年NHKBSプレミアム 演・高橋一生

また、1954年公開の映画『日本敗れず』では畑中をモデルとする畑少佐という人物を細川俊夫が演じた。